# Ranitomeya amazonica
Ranitomeya amazonica é uma espécie de anfíbio da família Dendrobatidae.
Ocorre no Peru, na região de Loreto, na Colômbia, no departamento de Amazonas, no Brasil, no estado do Amazonas, Amapá e Pará, na Guiana e na Guiana Francesa.
Os seus habitats naturais são: florestas subtropicais ou tropicais húmidas de baixa altitude. Está ameaçada por perda de habitat.